# Museu da Cultura Filisteia
Museu da Cultura Filisteia (em hebraico:  המוזיאון לתרבות הפלשתים ע"ש קורין ממן) é um museu arqueológico em Ashdod (Israel). O museu é dedicado à cultura dos filisteus, que habitavam a parte marítima de Israel a partir do século XII a.C. É o único museu do mundo completamente dedicado ao povo filisteu.
O museu tem uma exposição permanente mostrando achados arqueológicos, além de exposições temporárias. Eventos culturais são realizados para visitantes; em particular, eles podem experimentar roupas semelhantes às usadas pelos antigos filisteus, e experimentar os pratos de sua culinária.
Em 1990, o Museu da Cultura Filisteia tornou-se o primeiro museu a ser inaugurado em Ashdod.
O museu tem três andares. A primeira é uma exposição da cultura filisteia. A segunda é para mudar exposições. O terceiro andar é dedicado à "cozinha filisteia", explorando a cultura alimentar do mar Egeu.
O nome do Museu homenageia Corinne Mamane, uma estudante judia nascida em Casablanca, Marrocos. Faleceu em 1984 em um acidente de carro na França durante os seus estudos universitários.

## Homenagem
Corinne Mamane foi uma estudante de medicina e farmácia, nascida em 18 de agosto de 1965 em Casablanca, Marrocos, filha de Rozet e Solomon Mamane. Na época dos estudos universitários, que realizava em Montpelier, França, Mamane visitou Israel com um grupo de jovens judeus franceses e se apaixonou pelo país. Em 15 de junho de 1984, Corinne saiu com seus amigos e naquela viagem sofreu um acidente de carro em que morreu. O nome do museu é uma homenagem a ela e à sua família.

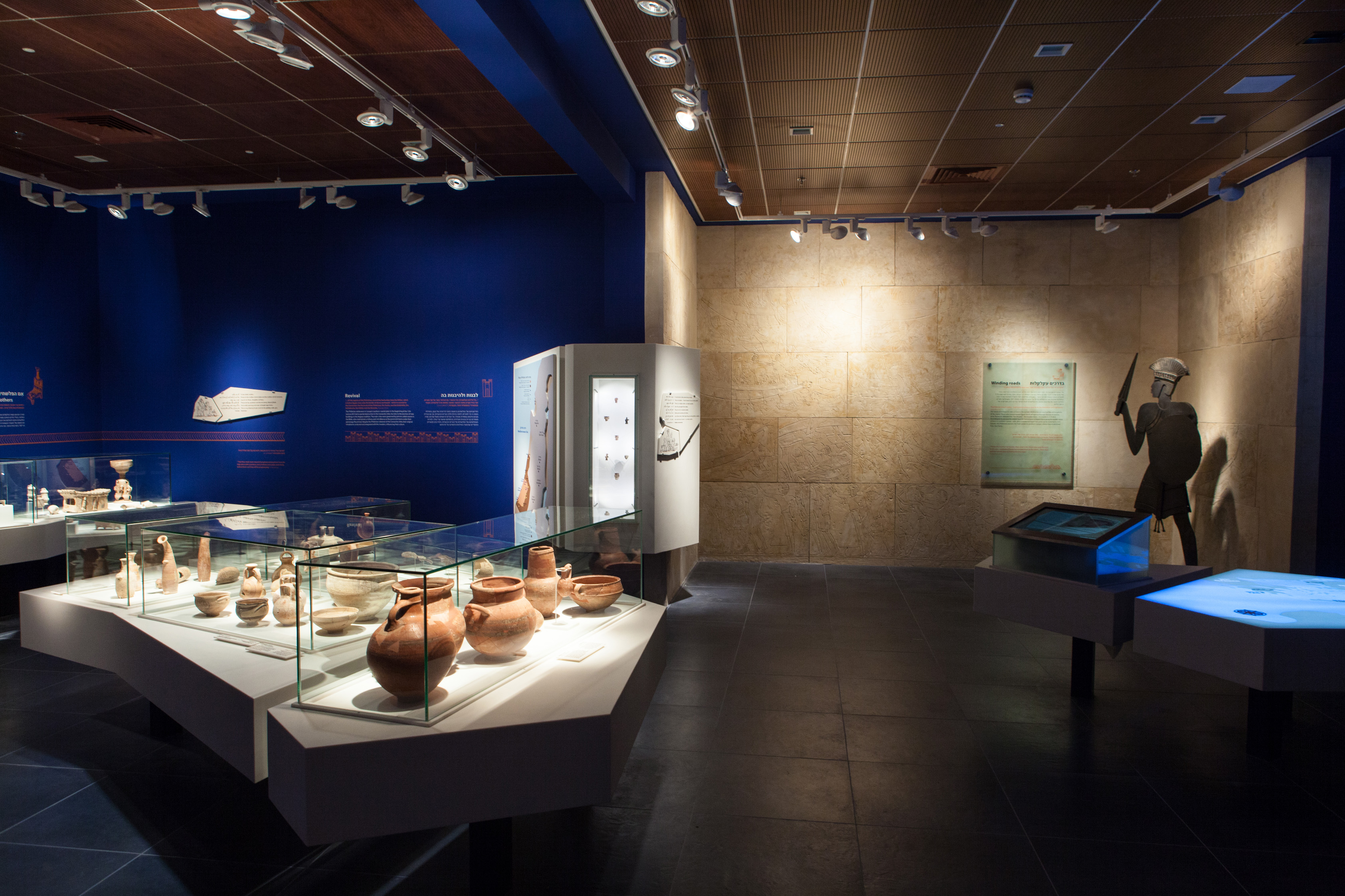
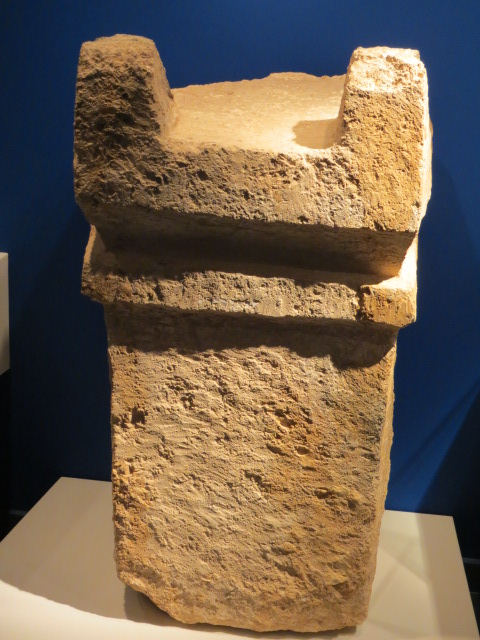
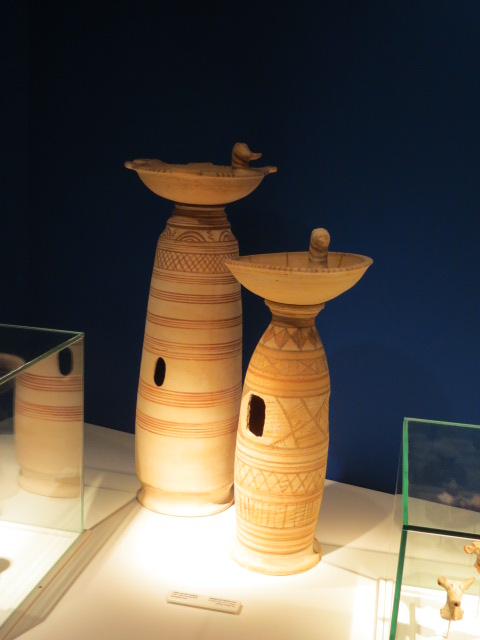
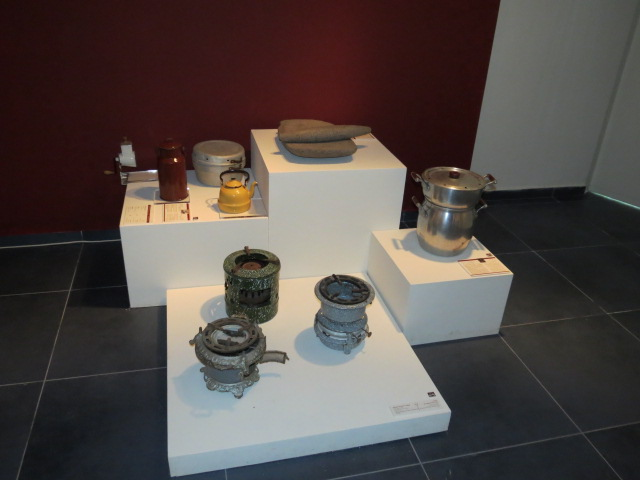